# Particules indiscernables
Les particules indiscernables ou particules identiques sont des particules qui ne peuvent être différenciées l'une de l'autre, même en principe. Ce concept prend tout son sens en mécanique quantique, où les particules n'ont pas de trajectoire bien définie qui permettrait de les distinguer. Les particules indiscernables peuvent être soit des élémentaires, telles que l'électron et le photon, soit composites, tels le neutron et le proton — ayant le même état interne.
Le théorème spin-statistique permet de classer les particules en deux grandes familles : les bosons, de spin entier, et les fermions, de spin demi-entier. Lors de l'échange de deux particules identiques, l'état quantique global d'un ensemble de bosons indiscernables n'est pas modifié, alors que l'état d'un ensemble de fermions est changé en son opposé. En conséquence, deux fermions identiques (par exemple deux électrons) ne peuvent se trouver dans le même état, ce qui est connu comme le principe d'exclusion de Pauli.
Le fait que des particules puissent être identiques a d'importantes conséquences en physique statistique, notamment pour comprendre les propriétés macroscopiques des matériaux. Par exemple, le comportement métallique ou semi-conducteur d'un cristal, ou encore le ferromagnétisme, proviennent du fait que les électrons sont des fermions, alors que la superfluidité de l'hélium 4 s'explique par la nature bosonique de cet atome.

## Distinction entre particules
Il existe deux manières de distinguer les particules. La première se base sur les différences entre les propriétés physiques intrinsèques des particules telles que la masse, la charge électrique, le spin, etc. Si une telle différence existe, on peut facilement distinguer les particules : il suffit de mesurer la grandeur physique appropriée. Cependant, c'est un fait expérimental que des particules subatomiques de la même espèce ont des propriétés physiques strictement égales. Par exemple, deux électrons quelconques ont exactement la même masse, ce qui permet de parler de « la masse de l'électron », sans faire référence à un électron en particulier.

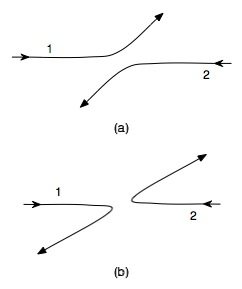
Chemins suivis par deux particules indiscernables.

Même si deux particules ont des propriétés physiques strictement identiques, il existe un autre moyen de les distinguer, qui est de les suivre le long de leur trajectoire. Par exemple dans le cas d'une collision entre deux électrons, on place par la pensée une étiquette sur chacun des électrons, ce qui permet de les distinguer par la suite lors de leur interaction.
Alors que cette approche pourrait marcher si les électrons étaient des particules classiques, on ne peut en réalité définir une trajectoire avec une précision absolue pour des particules quantiques : l'état des particules est gouverné par leur fonction d'onde, et lorsque les fonctions d'onde des deux particules se recouvrent, il est impossible de dire quel chemin chacune a suivi. Aucune mesure ne permet alors de relier une particule après l'interaction à une particule avant l'interaction. C'est la raison pour laquelle on parle de particules indiscernables.

## Dégénérescence d'échange
Pour préciser les problèmes liés à l'indiscernabilité des particules, supposons donné un ensemble complet d'observables qui commutent (ECOC) pour une particule et notons {\displaystyle \{|u_{1}\rangle ,|u_{2}\rangle ,\ldots \}} la base de l'espace de Hilbert des états du système {\displaystyle {\mathcal {H}}} constituée des vecteurs propres communs à toutes les observables de cet ECOC. Si le système est composé d'une seule particule, et que l'on mesure toutes les observables de l'ECOC, d'après les postulats de la mécanique quantique, on va projeter l'état du système sur l'un des vecteurs {\displaystyle |u_{p}\rangle } de {\displaystyle {\mathcal {H}}}, de sorte que l'état du système après la mesure sera complètement connu. Supposons maintenant que le système soit composé de deux particules et que l'on effectue une mesure complète de chacune des particules. Le résultat que l'on obtient sera : une particule est dans l'état {\displaystyle |u_{p}\rangle } et l'autre est dans l'état {\displaystyle |u_{p'}\rangle }, mais puisqu'on ne peut pas identifier les particules, on ne sait pas laquelle est dans {\displaystyle |u_{p}\rangle } et laquelle est dans {\displaystyle |u_{p'}\rangle }. En conséquence, si {\displaystyle p\neq p'}, le vecteur mathématique de {\displaystyle {\mathcal {H}}\otimes {\mathcal {H}}} décrivant l'état du système est indéterminé. Ce peut être :
1. {\displaystyle |u_{p}\rangle \otimes |u_{p'}\rangle },
2. {\displaystyle |u_{p'}\rangle \otimes |u_{p}\rangle }, en échangeant le rôle des particules par rapport à ci-dessus,
3. ou n'importe quel vecteur de l'espace {\displaystyle {\mathcal {E}}_{p,p'}} engendré par ces deux vecteurs.

Ainsi, une mesure complète sur chacune des particules ne peut suffire à caractériser complètement l'état du système, ce phénomène étant dénommé dégénérescence d'échange.

## État totalement symétrique et totalement antisymétrique
Pour lever la dégénérescence d'échange, on construit deux opérateurs {\displaystyle {\hat {S}}} et {\displaystyle {\hat {A}}} qui projettent l'espace {\displaystyle {\mathcal {E}}_{p,p'}} sur un ket unique soit complètement symétrique lors de l'échange de deux particules (dans le cas de {\displaystyle {\hat {S}}}), soit complètement antisymétrique (dans le cas de {\displaystyle {\hat {A}}}). On postule ensuite que le vecteur représentant correctement l'état du système est ce ket unique. Les particules ayant un vecteur d'état complètement symétrique sont les bosons, tandis que celles ayant un vecteur d'état complètement antisymétrique sont les fermions.
Des travaux récents de physique théorique ont découvert d'autres moyens de résoudre ce problème qui conduisent à des comportements différents, tels que les anyons ou les plektons en théorie des cordes. Toutefois, toutes les particules élémentaires décrites par le modèle standard sont soit des bosons lorsque leur spin est entier, soit des fermions lorsque leur spin est demi-entier.

## Opérateur de permutation

### Définition
Pour construire explicitement les opérateurs de projection {\displaystyle {\hat {S}}} et {\displaystyle {\hat {A}}} décrits ci-dessus, on introduit l'opérateur {\displaystyle {\hat {P}}_{ij}} qui permet de permuter deux particules dans un système de {\displaystyle n} particules. En d'autres termes, si 
{\displaystyle |\psi ^{(1)},\psi ^{(2)},\ldots ,\psi ^{(N)}\rangle =|\psi ^{(1)}\rangle |\psi ^{(2)}\rangle \ldots |\psi ^{(N)}\rangle }
désigne un état factorisable quelconque de l'espace à {\displaystyle n} particules : {\displaystyle {\mathfrak {H}}={\mathcal {H}}\otimes \ldots \otimes {\mathcal {H}}}, l'opérateur {\displaystyle {\hat {P}}_{ij}} échange l'état de la particule i avec celui de la particule j :
{\displaystyle {\hat {P}}_{ij}|\psi ^{(1)},\psi ^{(2)},\ldots ,\psi ^{(i)},\ldots ,\psi ^{(j)},\ldots ,\psi ^{(N)}\rangle =|\psi ^{(1)},\psi ^{(2)},\ldots ,\psi ^{(j)},\ldots ,\psi ^{(i)},\ldots ,\psi ^{(N)}\rangle .}
Dans cette définition, nous avons supposé que l'état à {\displaystyle n} particules était factorisable, ce qui permet de définir l'opérateur {\displaystyle {\hat {P}}_{ij}} sur une base de {\displaystyle {\mathfrak {H}}}. Dans un deuxième temps, on étend par linéarité la définition à tous les états de cet espace, y compris les états intriqués.

### Propriétés
Soit un système de deux particules identiques n'interagissant pas. L'état du système est représenté par les kets normés et orthogonaux {\displaystyle {\mathcal {|}}m,n\rangle } représentant la particule (i) à l'état m et la particule (j) à l'état n. Soit {\displaystyle {\hat {P}}_{ij}} l'opérateur « échange » :  {\displaystyle {\hat {P}}_{ij}|m,n\rangle =|n,m\rangle }
- {\displaystyle {\hat {P}}_{ij}={\hat {P}}_{ij}^{-1}}

Par définition: {\displaystyle {\hat {P}}_{ij}^{2}=1\Rightarrow {\hat {P}}_{ij}={\hat {P}}_{ij}^{-1}}
- {\displaystyle {\hat {P}}_{ij}} est hermitique et unitaire

- {\displaystyle {\hat {P}}_{ij}} possède deux valeurs propres : +1 et -1, auxquelles correspondent deux espaces propres respectivement symétrique et antisymétrique

- Si une observable A est invariante par échange des particules alors  {\displaystyle [A,{\hat {P}}_{ij}]=0}

- Soit  {\displaystyle H_{i}}  l'hamiltonien de la particule (i). Alors: {\displaystyle {\hat {P}}_{ij}H_{i}{\hat {P}}_{ij}^{\dagger }=H_{j}}

- Soit  {\displaystyle H_{ij}}  l'hamiltonien total du système (i)+(j). Alors: {\displaystyle [H_{ij},{\hat {P}}_{ij}]=0}

### Lien avec les opérateurs de symétrie et d'antisymétrie
On définit les opérateurs de symétrie {\displaystyle {\hat {S}}} et d'antisymétrie {\displaystyle {\hat {A}}} comme :
{\displaystyle {\hat {S}}_{ij}={\frac {1}{2}}{\big (}1+{\hat {P}}_{ij}{\big )}}
{\displaystyle {\hat {A}}_{ij}={\frac {1}{2}}(1-{\hat {P}}_{ij})}
Ces opérateurs sont alors des projecteurs sur les espaces {\displaystyle {\mathcal {S}}} et {\displaystyle {\mathcal {A}}} respectivement.

## Base d'un système deNparticules
On cherche à construire le ket d'un système de N particules indiscernables, qui doit être totalement symétrique ou bien antisymétrique. Cela est équivalent à faire une restriction de l'espace vectoriel {\displaystyle {\mathfrak {H}}} formé par le produit tensoriel des espaces correspondant à chaque particule.
Dans les deux cas, le ket de la fonction d'onde doit être la somme de produit de la forme :
{\displaystyle |\phi ^{p}\rangle =|u_{p_{1}}\rangle |u_{p_{2}}\rangle \ldots |u_{p_{i}}\rangle \ldots |u_{p_{j}}\rangle \ldots |u_{p_{n}}\rangle =} {\displaystyle |u_{p_{1}},u_{p_{2}},\ldots ,u_{p_{i}},\ldots ,u_{p_{j}},\ldots ,u_{p_{n}}\rangle ,}
avec toutes les permutations possibles des indices {\displaystyle p_{1}}…{\displaystyle p_{n}}.

### Boson
Pour les bosons, l'état totalement symétrique ne peut être formé qu'à partir d'une combinaison linéaire de tous les états symétriques {\displaystyle |\phi _{p}\rangle }. On obtient alors le ket suivant :
{\displaystyle |\phi _{S}\rangle =C_{S}\sum _{p}|\phi ^{p}\rangle ,}
où {\displaystyle C_{S}={\sqrt {\frac {N_{1}!N_{2}!\cdots }{N!}}}} est la constante de normalisation, calculé à partir de {\displaystyle \langle \phi _{S}|\phi _{S}\rangle }. {\displaystyle N_{i}} est le nombre de particules dans le même état. On a bien évidemment {\displaystyle \sum _{i}N_{i}=N}.

### Fermion
Pour les fermions, l'état totalement antisymétrique ne peut être formé qu'à partir d'une combinaison linéaire de tous les états {\displaystyle |\phi ^{p}\rangle }. On obtient alors le ket suivant :
{\displaystyle |\phi _{A}\rangle =C_{A}\sum _{p}\operatorname {sgn} (p)|\phi ^{p}\rangle ,}
où {\displaystyle C_{A}={\sqrt {\frac {1}{N!}}}} est la constante de normalisation, calculée à partir de {\displaystyle \langle \phi _{A}|\phi _{A}\rangle }. Ici le terme {\displaystyle \prod _{i}N_{i}!} n'intervient plus car {\displaystyle N_{i}=0,1} suivant que l'état est occupé ou non. 
{\displaystyle \operatorname {sgn} (p)} est la signature de chaque permutation (c'est-à-dire {\displaystyle \pm 1}).

## Exemple d'un système de deux particules
On considère un système formé de particules occupant les états {\displaystyle |u_{1}\rangle } et {\displaystyle |u_{2}\rangle } avec {\displaystyle |u_{1}\rangle \neq |u_{2}\rangle }.
L'état symétrique doit avoir la forme :
{\displaystyle |u_{1},u_{2};S\rangle ={\frac {1}{\sqrt {2}}}{\bigg (}|u_{1}\rangle |u_{2}\rangle +|u_{2}\rangle |u_{1}\rangle {\bigg )}.}
Ce ket représente donc l'état du système lorsque les deux particules sont des bosons. 
L'état antisymétrique correspondant à des particules fermioniques est
{\displaystyle |u_{1},u_{2};A\rangle ={\frac {1}{\sqrt {2}}}{\bigg (}|u_{1}\rangle |u_{2}\rangle -|u_{2}\rangle |u_{1}\rangle {\bigg )}.}

## Sources
- C. Cohen-Tannoudji, B. Diu et F. Laloë, Mécanique quantique [détail de l’édition], chapitre XIV sur les particules identiques.
- Lev Landau et Evgueni Lifchits, Physique théorique, t. 3 : Mécanique quantique [détail des éditions], chapitre 9.
- J. J. Sakurai et s. F. Tuan, Modern Quantum Mechanics, Benjamin-Cummings 1985, Reading, Addison-Wesley 2003, chapitre 6.